# Танцевальное Евровидение — 2009
Танцевальное Евровидение 2009 должно было стать третьим танцевальным конкурсом, организованным Европейским вещательным союзом (ЕВС).
Конкурс изначально планировалось провести в Баку в Спортивно-Выставочном Комплексе имени Гейдара Алиева 26 сентября 2009. Однако в связи с недостаточным количеством участников и низким интересом к конкурсу, обусловленным финансовыми трудностями, большинства европейских телекомпаний, было принято решение провести его в 2010 году и провести ряд реформ в организации конкурса, призванных сделать его более привлекательным для участников и телезрителей, а также снизить финансовые затраты на проведение и трансляцию. Но в 2010 году конкурс был вновь отменён.
«Танцевальное «Евровидение» пока отдыхает. По меньшей мере, в течение ближайших двух лет. Как известно, некоторое время назад произошел настоящий бум танцевальных шоу на телевидении. Началось все с первого шоу, которое появилось на Би-Би-Си, а потом постепенно присоединились и другие компании и страны, и Европейский Вещательный Союз посчитал, что будет целесообразно им организовать что-либо подобное. Однако постепенно этот бум стал стихать, и мы посчитали необходимым тоже на некоторое время отложить этот конкурс».Сванте Стокселиус, исполнительный супервайзер конкурса
На момент объявления об отмене конкурса о своем участии подтвердили 5 стран:
- Азербайджан —
- Беларусь — Юлия Раскина и Денис Морясин
- Польша — Наташа Урбаньска[пол.] и Ян Климент
- Португалия —
- Россия — Ольга Коновальцева и Сергей Коновальцев
- Франция —